# Dave Weckl
Dave Weckl (* 8. ledna 1960 St. Louis) je americký jazzový bubeník, za svou precizní hru si vysloužil přezdívku „král triol”.[zdroj⁠?!] Svoji hudební kariéru začal na newyorské jazzové scéně na začátku 80. let 20. století. Během své hudební kariéry spolupracoval s celou řadou významných hudebníků, např. Paulem Simonem, Madonnou, Georgem Bensonem, Michelem Camilo nebo Anthonym Jacksonem. Weckl také strávil celých sedm let v ansámblech, které vedl Chick Corea. Nahrál s ním celou řadu alb a vybudoval si tím značný respekt. Také vydal celou řadu instruktážních videokazet a DVD, které jsou oblíbenou školou pro bubeníky různých hudebních žánrů.
Poté, co opustil Chicka Coreu, působí hlavně jako bubeník ansámblů, které vede kytarista Mike Stern. V roce 1998 založil Dave Weckl Band, se kterým nahrál album Rhythm of the Soul. Album je jazzové, ale jsou v něm cítit prvky R&B. Dave Weckl Band nahrál ještě několik alb: v roce 1999 Synergy, o rok později album Transition. Následovala alba The Zone, Perpetual Motion, Live (And Very Plugged In) a Multiplicity.

## Diskografie
Dave Weckl:
- 1990 Master Plan (GRP records)
- 1992 Heads Up (GRP records)
- 1994 Hard Wired (GRP records)

Dave Weckl Band:
- 1998 Rhythm of the Soul (Stretch records)
- 1999 Synergy (Stretch records)
- 2000 Transition (Stretch records)
- 2001 The Zone (Stretch records)
- 2002 Perpetual Motion (Stretch records)
- 2003 Live (And Very Plugged In) (Stretch records)
- 2005 Multiplicity (Stretch records)

## Videa
- 1989 Back To Basics (DCI music)
- 1990 The Next Step (DCI music)
- 1993 Working It Out: Latin Percussion I - With Walfredo Reyes Sr. (DCI music)
- 1993 Working It Out: Latin Percussion II - With Walfredo Reyes Sr. (DCI Music)
- 2000 How to develop your own sound (Carl Fischer publishing)
- 2000 How to practice (Carl Fischer publishing)
- 2000 How to develop technique (Carl Fischer publishing)

## Knihy
- Back to Basics
- 1992 The Next Step (Manhattan Music)
- 1994 Contemporary Drummer + One (Manhattan Music)
- 1997 Ultimate Play-Along for Drums level I vol. I (Alfred Publishing Company)
- 1997 Ultimate Play-Along for Drums level I vol. II (Alfred Publishing Company)
- 2001 In Session with the Dave Weckl Band (Carl Fischer Music)
- 2004 Exercises for natural playing (Carl Fischer Music)